# Here I Come
Here I Come ist ein Hip-Hop Rap, Funk, Electro-/Hip-Hop, Dance, Popsong der US-amerikanischen Sängerin und Rapperin Fergie im Duett mit dem Rapper will.i.am, der, ebenso wie Fergie, Mitglied der Hip-Hop-Gruppe The Black Eyed Peas ist. Die musikalische Untermalung des Lieds besteht aus einem Sample des Temptations-Hits Get Ready.

## Geschichte
Will.i.am produzierte das von Fergie selbst geschriebene Lied für ihr erstes Studioalbum The Dutchess im Jahr 2006. Nicht als offizielle Single in den USA veröffentlicht, wurde es dennoch von diversen amerikanischen Fernsehsendern wie z. B. CW gespielt.
Am 19. Januar 2008 wurde Here I Come als sechste Single des Albums The Dutchess in Australien, Brasilien und Neuseeland veröffentlicht. Das Lied wurde in der Veröffentlichungswoche über 1000 Mal im australischen Radio gespielt.
Außerdem war Here I Come in einem Werbespot von Motorola zu hören, in dem Fergie auch mitspielte.

## Musikvideo
Das Musikvideo zeigt einen Auftritt beider auf einer Bühne, auf der Fergie und will.i.am den Song singen. Das Musikvideo wurde Ende 2006 gedreht. In diesem trägt Fergie einen roten Minirock und einen weißen Tanktop. Im Laufe des Musikvideos beginnt Fergie um ihren Duettpartner zu tanzen. Dieser berührt Fergies Gesäß und Brüste. Diese findet daran Gefallen. Daraufhin entblößt Fergie ihren Bauch, beginnt mit einem Bauchtanz und Lapdances.

## Kommerzieller Erfolg

### Chartplatzierungen
Das Lied debütierte am 28. Januar 2008 als Download-Single auf Platz 73 der ARIA Singles Chart und erreichte in der folgenden Woche Platz 40. Die Höchstplatzierung in den australischen Charts für Here I Come war Platz 22.
Am 31. März 2008 debütierte Here I Come auf Platz 39 in Neuseeland.
Außerdem erreichte die Single im Frühling 2008 Platz 22 in den USA Bubbling Under Hot 100 Singles.

### Auszeichnungen für Musikverkäufe
Das Lied wurde in Brasilien 2024 mit Doppelplatin ausgezeichnet.
| Land/Region     | Auszeichnungen für Musikverkäufe (Land/Region, Auszeichnung, Verkäufe) | Verkäufe |
| --------------- | ---------------------------------------------------------------------- | -------- |
| Brasilien (PMB) | 2× Platin                                                              | 120.000  |
| Insgesamt       | 2× Platin ·                                                            | 120.000  |

Hauptartikel: Fergie/Auszeichnungen für Musikverkäufe